# 結城朝広
結城 朝広（ゆうき ともひろ）は、鎌倉時代中期の武将・御家人。下総結城氏2代当主。

## 略歴
建久元年（1190年）、初代当主・結城朝光の長男として誕生。
承久3年（1221年）、承久の乱では幕府側に与して北陸道の大将として参戦し、越中国における朝廷軍との戦いで戦功を挙げた。その功績により、兵衛尉・左衛門尉に任じられる。その後、検非違使となって京都の警護に功を挙げ、仁治3年（1242年）には正五位下、大蔵権少輔に任じられた。その後はそれまでの功績をもって幕政で重きを成し、結城氏の全盛期を創出した。
没年は詳しく分かっていないが、文永11年（1274年）を最後に史料から姿を消しているため、恐らくはこの年の前後に死去したものと思われる。
家督は子・広綱が継いだ。また、祐広は分家して白河結城氏の祖となった。他の子としては、関朝泰（藤姓関氏）、金山時広、平山信朝等がいる。

## 系譜
- 父：結城朝光（1168年-1254年）
- 母：伊賀朝光娘
- 正室：安保実光娘
- 生母不明の子女
  - 男子：関朝泰
  - 男子：結城広綱（1227年?-1278年?）
  - 男子：結城祐広
  - 男子：金山時祐 - 時広
  - 男子：平山信朝
  - 男子：益戸義広 - 小川義広とも